# بایرباخ
بایرباخ (به آلمانی: Bayerbach) یک شهر در آلمان است که در بایرن واقع شده‌است.

## خصوصیات
بایرباخ ۱۹٫۴۳ کیلومترمربع مساحت دارد ۳۵۵ متر بالاتر از سطح دریا واقع شده‌است.